# Jati Duwur
Jati Duwur is een bestuurslaag in het regentschap Jombang van de provincie Oost-Java, Indonesië. Jati Duwur telt 2635 inwoners (volkstelling 2010).